# الدوري المغربي لكرة القدم 1957–58
البطولة 1957-58 هو النسخة 2 من البطولة المغربية . يتنافس خلالها 16 فريقا في مقابلات ذهاب وإياب أسبوعية.

## روابط خارجية
- البطولة.كوم